# 광주공항
광주공항(光州空港, 영어: Gwangju Airport, IATA: KWJ, ICAO: RKJJ)은 대한민국 광주광역시 광산구 신촌동에 있는 공항이다.

## 역사
- 1948년 : 광주광역시 동구 학동에 있는 군용 훈련기지로 출범.
- 1949년 2월 10일 : 상업 운항 시작.
- 1964년 : 현재 위치인 광산구 신촌동으로 이전.
- 1992년 : 늘어나는 여객을 처리하기 위해 확장공사를 시작.
- 1994년 10월 : 신 여객터미널을 개관하고, 계류장, 주차장을 확장.
- 1998년 1월 : 경제위기로 국제선 정기 노선이 중단.
- 2001년 7월 : 국제선 운항 재개.(광주 ~ 상하이 노선)
- 2002년 3월 : 국내선 운항중단 (광주 ~ 부산 아시아나항공)
- 2003년 12월 : 방콕, 마닐라, 하노이 노선에도 부정기적으로 취항.
- 2007년 11월 8일 : 전남 무안군에 서남권 중점공항으로 무안국제공항을 신설[1]
- 2008년 5월 27일 : 무안광주고속도로가 완전개통하면서 국제선 기능이 무안국제공항으로 전부 이전.[2]
- 2020년 6월 26일 : 티웨이항공, 양양 노선 신규취항

## 시설 규모
- 계류장에는 에어버스 A300/보잉 767급 1기, 보잉 737급 항공기 4기 등 총 5대가 동시에 주기할 수 있다.
- 길이 2,835m×너비 45m의 활주로 2본이 서로 평행하게 설치되어 있으며, 활주로의 연간 항공기 처리능력은 14만 회이다.
- 여객터미널은 연간 293만 명의 여객을 처리할 수 있고, 화물터미널은 연간 5.5만 톤을 처리할 수 있다.

## 운항 노선
| 항공사       | 목적지           |
| ------------ | ---------------- |
| 대한항공     | 제주             |
| 아시아나항공 | 서울(김포), 제주 |
| 제주항공     | 서울(김포), 제주 |
| 진에어       | 서울(김포), 제주 |
| 티웨이항공   | 제주             |

## 이용객 추이
| 연도       | 1997년    | 1998년    | 1999년    | 2000년    | 2001년    | 2002년    | 2003년    | 2004년    | 2005년    |
| ---------- | --------- | --------- | --------- | --------- | --------- | --------- | --------- | --------- | --------- |
| 운항(편수) | 14,788    | 12,763    | 12,758    | 12,886    | 12,660    | 14,056    | 16,112    | 15,185    | 13,715    |
| 여객 (명)  | 2,861,998 | 2,171,783 | 2,367,585 | 2,381,551 | 2,234,855 | 2,129,521 | 2,081,031 | 1,395,326 | 1,879,968 |
| 연도       | 2006년    | 2007년    | 2008년    | 2009년    | 2010년    | 2011년    | 2012년    | 2013년    | 2014년    |
| 운항(편수) | 13,558    | 12,700    | 11,166    | 10,747    | 10,315    | 10,781    | 10,899    | 10,819    | 11,574    |
| 여객 (명)  | 1,629,787 | 1,539,187 | 1,380,636 | 1,363,122 | 1,348,847 | 1,375,839 | 1,380,071 | 1,332,234 | 1,470,096 |
| 연도       | 2015년    | 2016년    | 2017년    | 2018년    | 2019년    | 2020년    | 2021년    | 2022년    |           |
| 운항(편수) | 12,258    | 10,792    | 12,678    | 13,546    | 13,297    | 13,575    | 14,764    | 12,916    |           |
| 여객 (명)  | 1,604,905 | 1,613,775 | 1,946,605 | 1,986,125 | 2,026,651 | 1,726,483 | 2,152,892 | 2,068,625 |           |

- 무안국제공항이 개항하기 이전에 1995년부터 2008년까지 상하이, 타이베이, 선양, 베이징, 싱가포르 등 4개국 5개 도시를 운항하는 국제선 노선이 존재했으며 국제선 부정기 노선으로 일본 오사카와 태국을 오가는 노선이 존재 했으나 2007년 11월에 무안국제공항이 완공된 다음 무안광주고속도로가 개통되면서 2008년 5월에 국제선 노선이 모두 이관되었다.[4]

## 논란

### 군공항 문제
- 광주공항의 경우 군 공항과 함께 사용하고 있는데 1995년 상무지구가 들어오고 송정읍이 커지면서 소음 문제로 지속적인 소송을 제기했다. 하지만 광주광역시와 전라남도는 어정쩡한 입장을 표하고 있고[5] 최근 들어 소음기준을 완화하면서 해당 주민들의 반발이 이어지고 있다.[6]
- 최근 조사에 따르면 광주공항 주변이 전국에서 가장 시끄러운 것으로 나왔는데 소음 수준이 전국의 다른 공항에 비해 심한 이유는 공군비행장과 민간공항 기능을 겸하고 있고, 군항공기의 운항 횟수도 상대적으로 많기 때문에[7] 광주 군공항 이전을 위해 대책위를 발족했다.[8]
- 최근 광주 군 공항 미군기지 주변 마을 오염 문제와 관련해 실태조사를 광산구가 먼저 실시하겠다고 밝혔다.[9]

### 무안국제공항통합 문제
- 무안국제공항이 개항하기 전만 해도 200만명이 넘었고 김포국제공항을 비롯해 제주국제공항, 김해국제공항, 인천국제공항과 함께 흑자 공항에 속했다. 하지만 국제선이 모두 무안국제공항으로 이전되면서 이용객 수가 감소하였다.[10]
- 국토부가 "광주공항과 무안국제공항 모두를 운영하는 것은 국가적 낭비"라고 지적한데 대해, 강운태 전 광주광역시장은 "광주공항이 적자공항으로 전락한 이유는 광주공항의 국제선을 무안국제공항으로 이전했기 때문"이라며 무안공항보다 적자가 적은 광주공항의 폐쇄에 반대한다고 주장하였다.[11]
- 전라남도와 무안군은 광주공항 국내선을 이전해야 무안국제공항이 활성화가 된다고 주장하면서도,[12] 무안군은 군공합 통합 이전을 반대하고 전라남도는 미온적 입장을 보여왔다.
- 2021년까지 광주공항을 폐쇄하고 공항 기능을 모두 무안국제공항으로 이전하기로 2018년에 전라남도지사와 광주시장이 합의하였으나,[13] 국토교통부가 군공항 이전과 연계해 추진하기로 공항개발 종합계획을 확정함으로써 이전이 미뤄졌다.[14]

## 사건 및 사고
- 1991년 12월 13일, F-5A기가 광주 상공에서 훈련비행 중 공중추돌 사고로 서구 유덕동 덕흥마을 옆에 추락하였다. 이 사고로 인해 조종사 1명이 순직하였으며, 다른 조종사 1명은 탈출하였다.
- 2011년 4월 27일, 광주공항에서 김포국제공항을 가던 아시아나항공 소속 OZ8710편 여객기가 이륙을 위해 활주로를 이동하는 과정에서 바퀴 일부가 잔디에 빠졌다. 이 과정에서 60여 명의 승객이 1시간 30분 동안 대기하면서 아시아나항공에 항의하는 소동이 벌어졌다.[15]
- 2013년 8월 29일, 훈련을 위해 광주공항 부근을 비행중이던 대한민국 1전투비행단 소속 고등훈련기 T-50 1대가 추락해 조종사 2명이 순직하였다. 전투기는 활주로를 벗어난지 8분 만에 공항 인근 극락강변 옆 논으로 추락하였다.[16]
- 2019년 4월 9일, 아시아나항공 8703편이 착륙하는 과정에서 앞바퀴가 터져 다른항공사들이 결항되어 다른 승객들이 불편을 겪었다.

## 같이 보기
- 대한민국의 공항